# TRAPPIST-1b
TRAPPIST-1b es un planeta extrasolar (también llamado exoplaneta) que forma parte de un sistema planetario formado por al menos siete planetas. Orbita la estrella enana ultrafría denominada TRAPPIST-1 aproximadamente a 40 años luz en la constelación de acuario. Fue descubierto en el año 2016 por el telescopio TRAPPIST mediante el tránsito astronómico.

## Habitabilidad
Durante la formación del sistema  es posible que haya ocurrido una pérdida de agua durante los periodos de prehabitabilidad. Se estima que TRAPPIST-1b y TRAPPIST-1c pueden haber perdido hasta cuatro océanos de la Tierra posiblemente comprometiendo su habitabilidad, aun así TRAPPIST-1d puede haber sido capaz de mantener bastante agua líquida para sostener la vida.

## Galería

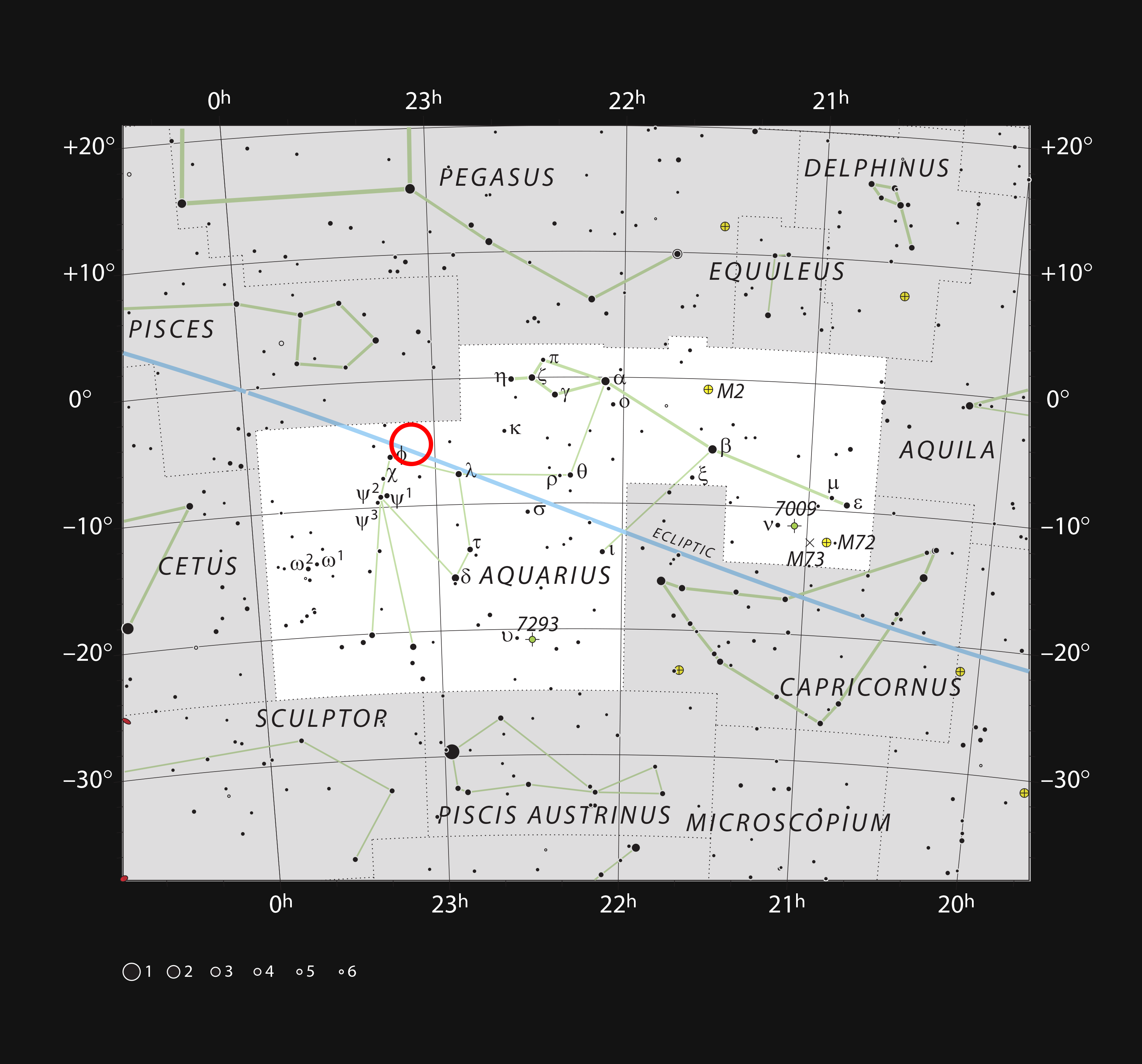
En este mapa se muestran las estrellas que podemos ver a simple vista en una noche oscura y despejada en la extensa constelación de Acuario (El aguador). Se ha marcado la posición de la estrella enana ultrafría TRAPPIST-1, débil y muy roja. Aunque está relativamente cerca del Sol es muy débil y no es visible con telescopios pequeños.
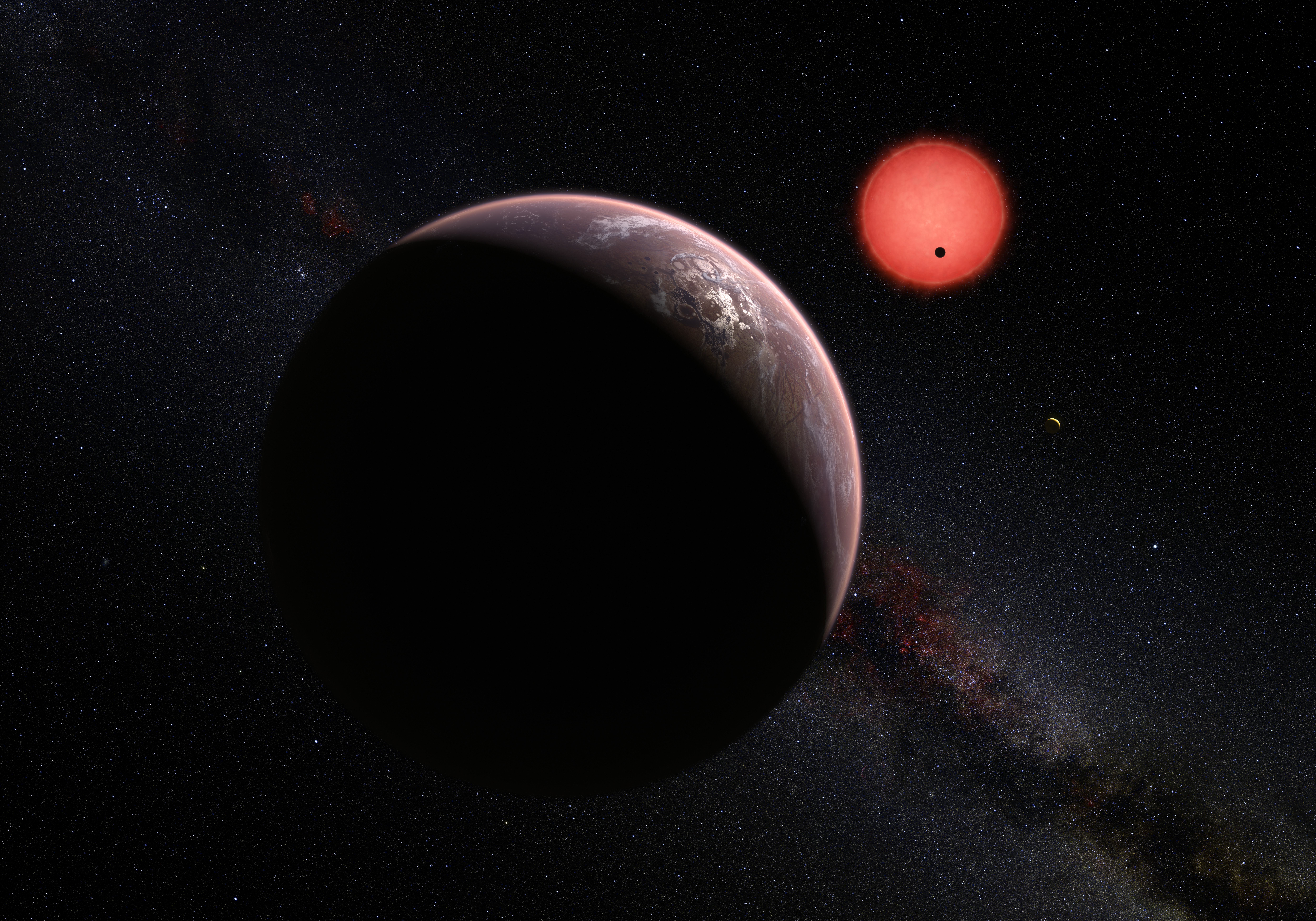
Esta ilustración muestra una vista imaginaria desde cerca de uno de los tres planetas que orbitan a una estrella enana ultrafría a tan solo 40 años luz de la Tierra, descubierto usando el telescopio TRAPPIST, instalado en el Observatorio La Silla de ESO. Estos mundos tienen tamaños y temperaturas similares a los de Venus y la Tierra y son los mejores objetivos encontrados hasta ahora para la búsqueda de vida fuera del sistema solar. Son los primeros planetas descubiertos alrededor de una estrella tan pequeña y débil. En esta ilustración, uno de los planetas interiores es visto en tránsito a través del disco de su pequeña y tenue estrella.
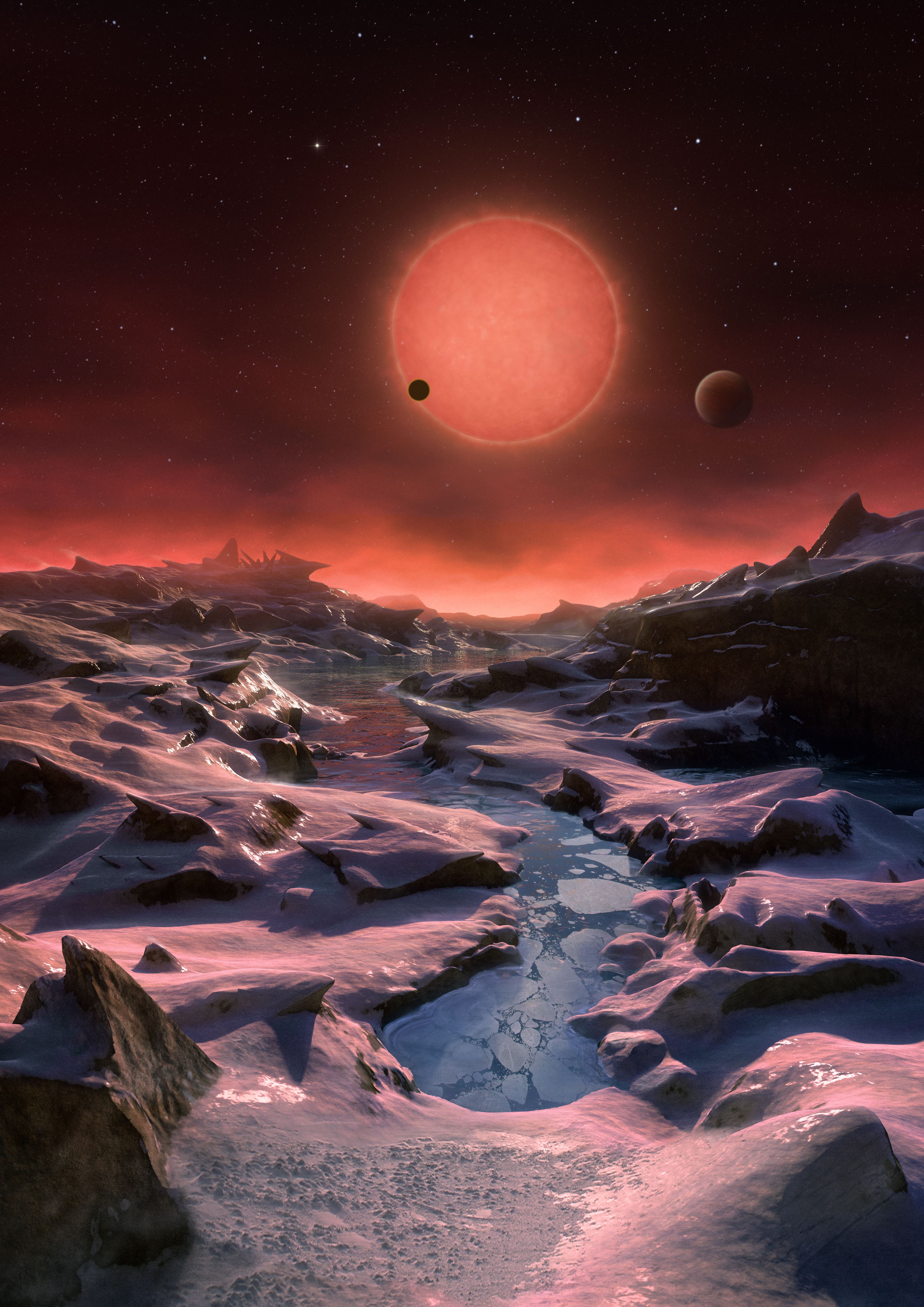
Esta ilustración muestra una vista imaginaria de la superficie de uno de los tres planetas que orbitan a una estrella enana ultrafría a tan solo 40 años luz de la Tierra, descubierto usando el telescopio TRAPPIST, instalado en el Observatorio La Silla de ESO. Estos mundos tienen tamaños y temperaturas similares a los de Venus y la Tierra y son los mejores objetivos encontrados hasta ahora para la búsqueda de vida fuera del sistema solar. Son los primeros planetas descubiertos alrededor de una estrella tan pequeña y débil. En esta ilustración, uno de los planetas interiores es visto en tránsito a través del disco de su pequeña y tenue estrella.
- Este vídeo muestra una vista imaginaria desde cerca de uno de los tres planetas que orbitan a una estrella enana ultrafría a tan solo 40 años luz de la Tierra, descubierto usando el telescopio TRAPPIST, instalado en el Observatorio La Silla de ESO. Estos mundos tienen tamaños y temperaturas similares a los de Venus y la Tierra y son los mejores objetivos encontrados hasta ahora para la búsqueda de vida fuera del sistema solar. Son los primeros planetas descubiertos alrededor de una estrella tan pequeña y débil. En este vídeo, uno de los planetas interiores es visto en tránsito a través del disco de su pequeña y tenue estrella.(Video 4K Ultra HD.)